# Yttre Hummelfjärden
Yttre Hummelfjärden är en sjö i Östhammars kommun i Uppland och ingår i Olandsån-Skeboåns kustområde. Sjön har en area på 0,053 kvadratkilometer och ligger 3 meter över havet.

## Delavrinningsområde
Yttre Hummelfjärden ingår i det delavrinningsområde (669365-164062) som SMHI kallar för Rinner mot Öregrundsgrepen. Medelhöjden är 8 meter över havet och ytan är 22,99 kvadratkilometer. Det finns inga avrinningsområden uppströms utan avrinningsområdet är högsta punkten. Avrinningsområdets utflöde mynnar i havet, utan att ha någon enskild mynningsplats. Avrinningsområdet består mestadels av skog (71 procent) och jordbruk (10 procent). Avrinningsområdet har 0,19 kvadratkilometer vattenytor vilket ger det en sjöprocent på 0,8 procent. Bebyggelsen i området täcker en yta av 2,74 kvadratkilometer eller 12 procent av avrinningsområdet.